# Ubuntu One
 (août 2023).
Ubuntu One est un service d'authentification centralisé reposant sur OpenID et géré par Canonical Ltd. Il permet à ses utilisateurs de s'identifier auprès de plusieurs sites de Canonical. Jusqu'au 1er juin 2014, il s'agissait également d'un service d'hébergement de fichiers en ligne.
Le service permettait à ses utilisateurs de sauvegarder et de synchroniser en ligne leurs fichiers avec un ou plusieurs ordinateurs. Ubuntu One proposait également un client compatible Ubuntu (à partir de la version 9.04, installé par défaut dans Ubuntu depuis la version 9.10), Windows, Mac OS X, Ubuntu, Android, l'iPhone et l'iPad. Il existe aussi un client libre maintenu par la communauté pour Mac OS X. Un compte gratuit Ubuntu One offrait jusqu'à 5 Go de stockage. Les utilisateurs pouvaient ajouter des briques de 20 Go de stockage pour 2,99 $ par mois ou 29,99 $ par an.
Il était aussi possible d'obtenir gratuitement 500 Mo à chaque parrainage effectué (dans une limite de 40 invités).
Ubuntu One utilisé avec  la fonction Filelink du client de messagerie Mozilla Thunderbird (à partir de la version 13) permettait l'envoi de pièces jointes volumineuses souvent refusées par les serveurs de courrier électronique. C'est notamment le cas pour l'envoi en grand nombre de fichiers photos peu ou pas compressés.
Le service Ubuntu One était similaire à ceux proposés par Dropbox, Box.net, etc. Le client est libre et écrit en Python. Il utilise le framework d'application réseau Twisted pour les couches basses, et Protocol Buffers pour la description du protocole[réf. nécessaire].
Canonical a été critiqué pour l'utilisation de la marque Ubuntu lors de l'exploitation commerciale, et pour le lancement de services utilisant des logiciels propriétaires, le serveur n'étant pas distribué sous licence libre.
Ubuntu One utilisait le format de fichier mp3 (format propriétaire à cette époque puis devenu libre de droits le 27 avril 2017).
Selon Canonical, le service était utilisé par un million de personnes en juillet 2011.
Le 2 avril 2014, Canonical annonce la fermeture du service. Celle-ci est prévue le 31 juillet 2014. Les utilisateurs devront donc récupérer la totalité de leurs fichiers avant d’être supprimés. D'après le même article, le code devrait passer en open source.